# Бурукан (Тугуро-Чуміканський район)
Бурука́н (рос. Бурукан) — населений пункт без офіційного статусу у складі Тугуро-Чуміканського району Хабаровського краю, Росія. Знаходиться у міжселенній території Тугуро-Чуміканського району.

## Населення
Населення — 5 осіб (2010; 5 у 2002).
Національний склад (станом на 2002 рік):
- росіяни — 80 %